# Aleksandr Waulin
Aleksandr Jewgienjewicz Waulin, ros. Александр Евгеньевич Ваулин (ur. 18 marca 1957, zm. 23 stycznia 2008) – radziecki i rosyjski szachista, arcymistrz od 1994 roku.

## Kariera szachowa
W 1973 zdobył tytuł mistrza RFSRR juniorów. Pierwszy międzynarodowy sukces odniósł w 1989, zwyciężając w otwartym turnieju w Pradze. W kolejnych latach odniósł szereg indywidualnych sukcesów, samodzielnie zwyciężając lub dzieląc I miejsca m.in. w:
- Kecskemet (1992)
- Ajce (1992, wspólnie z Władimirem Ochotnikiem)
- Zalakaros (1992, wspólnie z m.in. Ferencem Portischem, László Bárczayem i Csabą Horváthem)
- Kurganie (1993, wspólnie z Siergiejem Rublewskim)
- Jekaterynburgu (1996)
- Smoleńsku (1997, turniej eliminacyjny z cyklu Puchar Rosji, wspólnie ze Stanisławem Wojciechowskim, Wołodymyrem Małaniukiem i Pawłem Kocurem)
- Oberwarcie (1997, wspólnie z m.in. Janem Votavą, Ognjenem Cvitanem, Róbertem Ruckiem, Michaiłem Kobaliją i Robertem Zelčiciem)
- Petersburgu – dwukrotnie (1998, wspólnie z m.in. Aleksandrem Wołżynem, Władimirem Burmakinem i Jurijem Jakowiczem oraz 2001, wspólnie z Walerijem Popowem)
- Harkánach (1998)
- Polanicy-Zdroju – dwukrotnie w otwartych turniejach memoriału Akiby Rubinsteina (1998, wspólnie z Wołodymyrem Małaniukiem, Wadymem Małachatką, Rusłanem Szczerbakowem, Andrijem Maksymenką i Jewhenem Mirosznyczenką oraz 1999, wspólnie z m.in. Jewgienijem Najerem, Wołodymyrem Małaniukiem, Dżemilem Agamalijewem, Wadymem Małachatką i Aleksandrem Połulachowem)
- Bydgoszczy (1999, wspólnie z Spartakiem Wysoczinem(inne języki))
- Policach – dwukrotnie w memoriałach Tadeusza Gniota (1999, 2000)
- Zadarze (2000, wspólnie z Robertem Loncarem(inne języki)).

Najwyższy wynik rankingowy w karierze osiągnął 1 stycznia 1994; mając 2560 punktów, dzielił wówczas 110–120. miejsce na światowej liście FIDE, jednocześnie dzieląc 20 i 21. miejsce (wspólnie z Wadimem Rubanem) wśród szachistów rosyjskich.